# Objectif de développement durable no 15 des Nations unies
Vie terrestre
Pour un article plus général, voir Objectifs de développement durable.

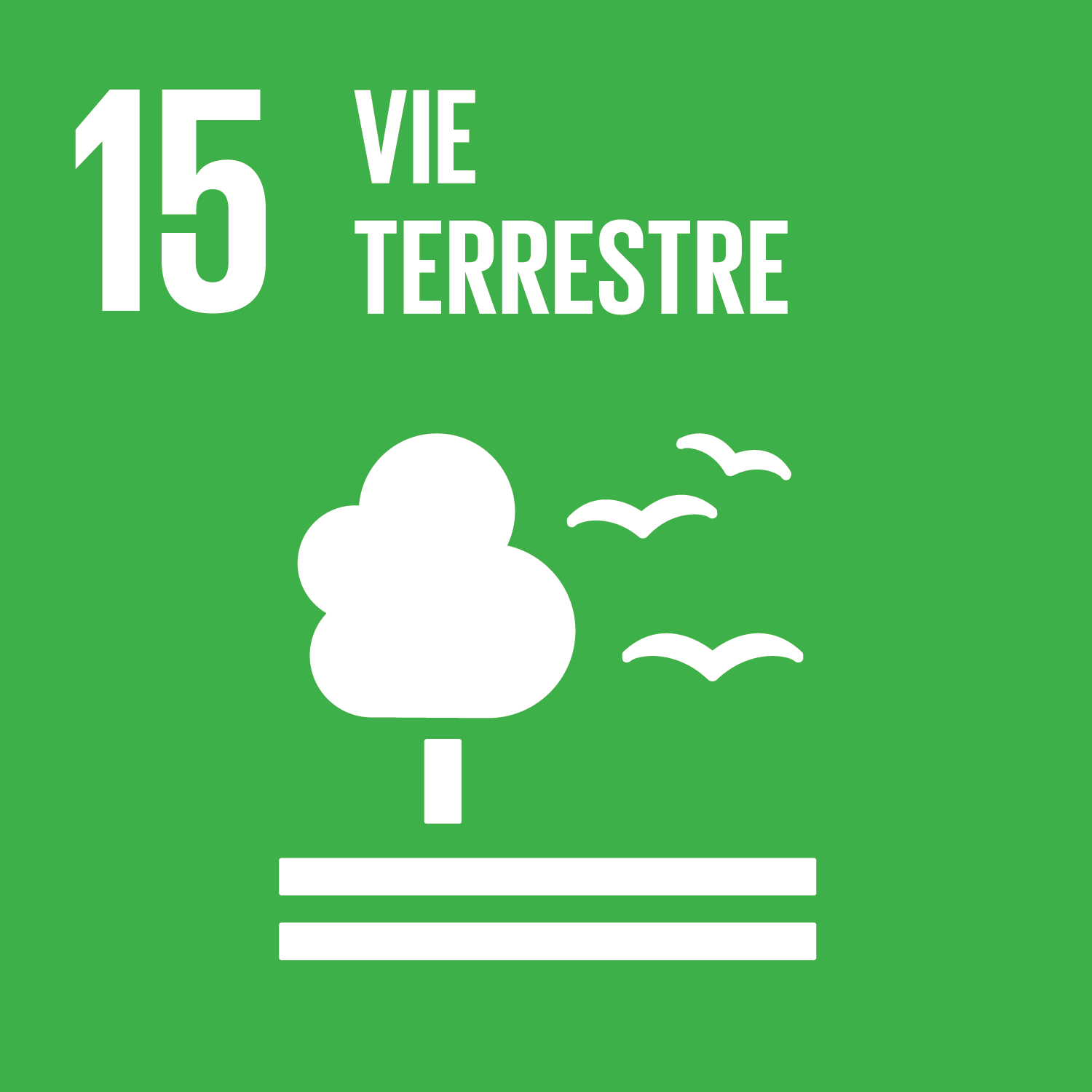
Logo de l'objectif n°15

La thématique de la vie terrestre est l'objectif no 15 des 17 Objectifs de développement durable (ODD) adoptés en 2015 par l'Assemblée générale des Nations unies. 
Son intitulé complet est : « Préserver et restaurer les écosystèmes terrestres, en veillant à les exploiter de façon durable, gérer durablement les forêts, lutter contre la désertification, enrayer et inverser le processus de dégradation des sols et mettre fin à l’appauvrissement de la biodiversité ».

## Enjeux

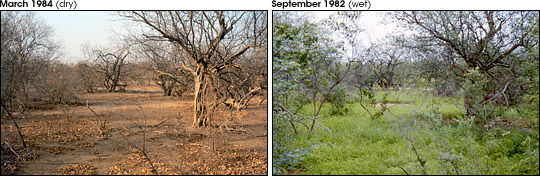
Effets de la désertification au Sénégal : saison sèche, saison humide

Les activités humaines et les changements climatiques sont à l'origine de processus de déforestation et de désertification qui menacent gravement la biodiversité terrestre et la survie de millions de personnes.
En 1990, les forêts couvraient environ 31,6 % de la superficie mondiale des terres contre 30,6 % en 2015. 
Près de 129 millions d'hectares de forêts ont été perdus depuis 1990. 
Actuellement, environ 1,6 milliard de personnes peuvent assurer leur subsistance grâce aux forêts.
Aujourd'hui, 80 % des espèces animales et végétales vivent dans des forêts.
La perte de la biodiversité inclut aussi bien la dégradation des habitats naturels que les actions de braconnage et de trafic d'animaux.

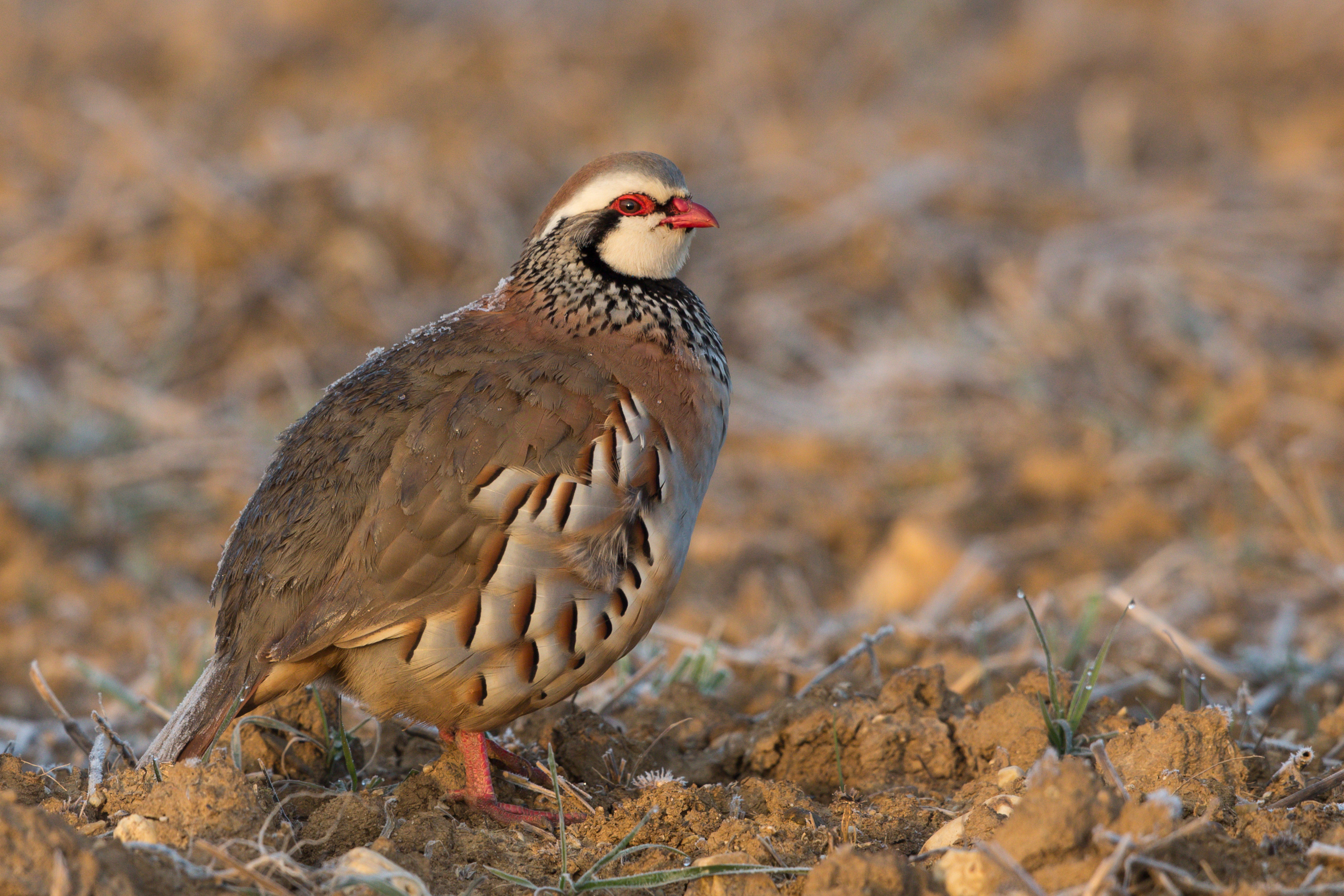
La perdrix rouge fait partie des oiseaux les plus menacés par l'agriculture intensive

Sont concernés, chaque année, 500 à 600 millions de poissons tropicaux, 15 millions d’animaux à fourrures, cinq millions d’oiseaux, deux millions de reptiles, 30 000 primates .
Sachant que seules quelques grandes espèces animales focalisent l'attention.
Selon le Muséum national d'histoire naturelle, en moyenne les populations d'oiseaux des campagnes françaises ont été réduites d'un tiers en 15 ans, tendance amenée à se maintenir dans l'avenir, en lien avec la modification des habitats naturels et l'intensification des pratiques agricoles.
L'ODD 15 est lié à d'autres ODD :
- Les ODD 1 Pas de pauvreté - 2 Faim zéro : Une biodiversité de qualité permet de lutter contre la pauvreté et la faim dans le monde notamment en préservant les ressources forestières et la qualité des sols.
- Les ODD 6 Eau propre et assainissement - 12 Consommation et production responsables : Le fait de choisir des modes de production agricoles non polluants permet à la fois d'améliorer la biodiversité et de lutter contre les pollutions des eaux.
- ODD 13 Mesures relatives à la lutte contre les changements climatiques : Les changements climatiques ont un impact important sur la biodiversité en conduisant à la disparition des habitats naturels et des espèces animales et végétales.

## Cibles et indicateurs[5]
| Titre de la cible                                         | Descriptif de la cible |
| 15.1 : Préservation des écosystèmes terrestres            | D’ici à 2020, garantir la préservation, la restauration et l’exploitation durable des écosystèmes terrestres et des écosystèmes d’eau douce et des services connexes, en particulier les forêts, les zones humides, les montagnes et les zones arides, conformément aux obligations découlant des accords internationaux |
| 15.1 : Préservation des écosystèmes terrestres            | Indicateur 15.1.1 : Superficie forestière en proportion de la superficie totale des terres |
| 15.1 : Préservation des écosystèmes terrestres            | Indicateur 15.1.2 : Proportion de sites importants pour la biodiversité terrestre et d'eau douce qui sont couverts par des zones protégées, par type d'écosystème |
| 15.2 : Gestion durable des forêts                         | D’ici à 2020, promouvoir la gestion durable de tous les types de forêt, mettre un terme à la déforestation, restaurer les forêts dégradées et accroître considérablement le boisement et le reboisement au niveau mondial |
| 15.2 : Gestion durable des forêts                         | Indicateur 15.2.1 : Progrès vers la gestion durable des forêts |
| 15.3 : Dégradation des sols                               | D’ici à 2030, lutter contre la désertification, restaurer les terres et sols dégradés, notamment les terres touchées par la désertification, la sécheresse et les inondations, et s’efforcer de parvenir à un monde sans dégradation des sols |
| 15.3 : Dégradation des sols                               | Indicateur 15.3.1 : Proportion de terres dégradées par rapport à la superficie totale des terres |
| 15.4 : Écosystèmes montagneux                             | D’ici à 2030, assurer la préservation des écosystèmes montagneux, notamment de leur biodiversité, afin de mieux tirer parti de leurs bienfaits essentiels pour le développement durable |
| 15.4 : Écosystèmes montagneux                             | Indicateur 15.4.1 : Couverture par les zones protégées des sites importants pour la biodiversité des montagnes |
| 15.4 : Écosystèmes montagneux                             | Indicateur 15.4.2 : Indice de couverture verte des montagnes |
| 15.5 : Biodiversité et espèces menacées                   | Prendre d’urgence des mesures énergiques pour réduire la dégradation du milieu naturel, mettre un terme à l’appauvrissement de la biodiversité et, d’ici à 2020, protéger les espèces menacées et prévenir leur extinction |
| 15.5 : Biodiversité et espèces menacées                   | Indicateur 15.5.1 : Indice de la liste rouge |
| 15.6 : Ressources génétiques                              | Favoriser le partage juste et équitable des bénéfices découlant de l’utilisation des ressources génétiques et promouvoir un accès approprié à celles-ci, ainsi que cela a été décidé à l’échelle internationale |
| 15.6 : Ressources génétiques                              | Indicateur 15.6.1 : Nombre de pays ayant adopté des cadres législatifs, administratifs et politiques pour assurer un partage juste et équitable des avantages. |
| 15.7 : Braconnage et trafics d’espèces protégées          | Prendre d’urgence des mesures pour mettre un terme au braconnage et au trafic d’espèces végétales et animales protégées et s’attaquer au problème sous l’angle de l’offre et de la demande |
| 15.7 : Braconnage et trafics d’espèces protégées          | Indicateur 15.7.1 : Proportion d'espèces sauvages commercialisées qui ont été braconnées ou font l'objet d'un trafic illicite |
| 15.8 : Espèces envahissantes                              | D’ici à 2020, prendre des mesures pour empêcher l’introduction d’espèces exotiques envahissantes, atténuer sensiblement les effets que ces espèces ont sur les écosystèmes terrestres et aquatiques et contrôler ou éradiquer les espèces prioritaires |
| 15.8 : Espèces envahissantes                              | Indicateur 15.8.1 : Proportion de pays adoptant une législation nationale pertinente et affectant des ressources suffisantes à la prévention ou au contrôle des espèces exotiques envahissantes. |
| 15.9 : Intégration de la biodiversité dans les politiques | D’ici à 2020, intégrer la protection des écosystèmes et de la biodiversité dans la planification nationale, dans les mécanismes de développement, dans les stratégies de réduction de la pauvreté et dans la comptabilité |
| 15.9 : Intégration de la biodiversité dans les politiques | Indicateur 15.9.1 : a) nombre de pays ayant fixé des objectifs nationaux conformes ou similaires à l'objectif 2 d'Aichi en matière de biodiversité du Plan stratégique pour la biodiversité 2011-2020 dans leur stratégie et leurs plans d'action nationaux en matière de biodiversité, et progrès signalés dans la réalisation de ces objectifs ; et b) intégration de la biodiversité dans les systèmes nationaux de comptabilité et d'établissement de rapports, définie comme la mise en œuvre du système de comptabilité environnementale et économique. |
| 15.a : Financement (Biodiversité)                         | Mobiliser des ressources financières de toutes provenances et les augmenter nettement pour préserver la biodiversité et les écosystèmes et les exploiter durablement |
| 15.a : Financement (Biodiversité)                         | indicateur 15.a.1 : a) aide publique au développement pour la conservation et l'utilisation durable de la biodiversité ; et b) recettes générées et financement mobilisé par des instruments économiques liés à la biodiversité. |
| 15.b : Financement (Forêts)                               | Mobiliser d’importantes ressources de toutes provenances et à tous les niveaux pour financer la gestion durable des forêts et inciter les pays en développement à privilégier ce type de gestion, notamment aux fins de la préservation des forêts et du reboisement |
| 15.b : Financement (Forêts)                               | Indicateur 15.b.1 : a) aide publique au développement consacrée à la conservation et à l'utilisation durable de la biodiversité ; et b) recettes générées et financement mobilisé grâce à des instruments économiques liés à la biodiversité. |
| 15.c : Moyens dans la lutte contre le braconnage          | Apporter, à l’échelon mondial, un soutien accru à l’action menée pour lutter contre le braconnage et le trafic d’espèces protégées, notamment en donnant aux populations locales d’autres moyens d’assurer durablement leur subsistance |
| 15.c : Moyens dans la lutte contre le braconnage          | Indicateur 15.c.1 : Proportion d'espèces sauvages commercialisées qui ont été braconnées ou font l'objet d'un trafic illicite |

## Indicateurs et données

### En Europe

#### En France
La stratégie nationale biodiversité, le plan biodiversité et la trame verte et bleue française qui lui sont associés, ainsi qu'un récent Observatoire national de l'artificialisation des sols (créé mi-2019) doivent, notamment, contribuer à l'atteinte de cet objectif.